# Lorenz Ludwig von Below

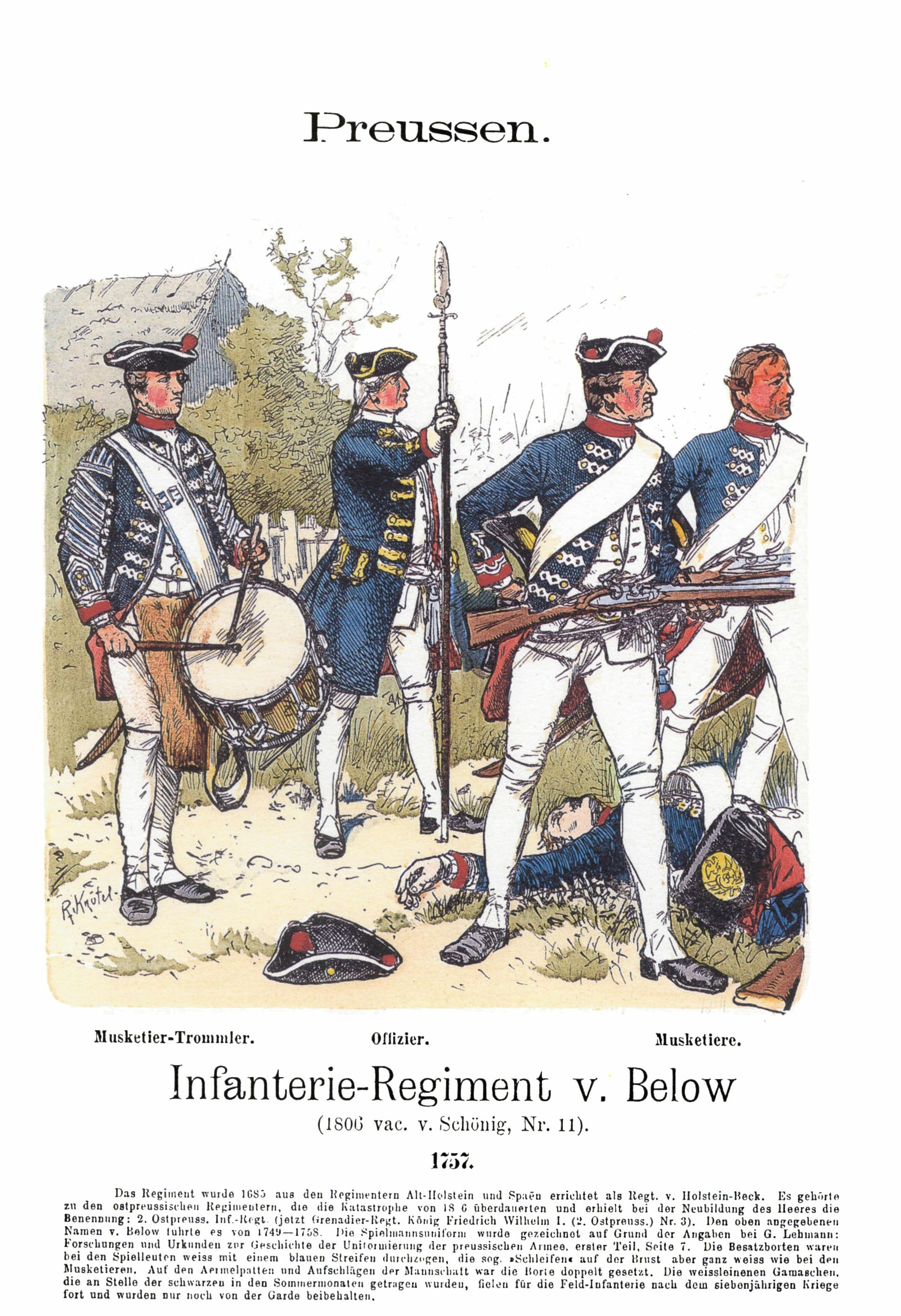
Uniformen des Infanterieregiments „von Below“

Lorenz Ludwig von Below (* 1692 auf Gut Seehof, Landkreis Stolp; † 15. Juli 1760 in Stolp) war preußischer Generalleutnant und Herr auf 1/2 Pennekow.

## Leben

### Familie
Lorenz Ludwig entstammte dem pommerschen Adelsgeschlecht von Below. Er war der Sohn von Joachim Felix von Below (1639–1715), Gutsherr auf Pennekow, und dessen Ehefrau Margarethe Elisabeth, geborene von Puttkamer aus dem Hause Starkow. Da er selbst unvermählt und kinderlos blieb, beabsichtigte er sein beachtliches Vermögen seinem Neffen Lorenz Wilhelm von Gottberg zukommen zu lassen. Letztlich verblieb die Erbschaft jedoch bei der Familie Below und wurde einer Familienstiftung zugeführt.

### Militärkarriere
Below war seit 1708 Kadett in Magdeburg und wurde 1710 als Junker beim Infanterieregiment „von Arnim“ Nr. 5 der Preußischen Armee angestellt. Als Fähnrich machte er 1715 die Belagerung von Stralsund mit. Im Jahr darauf wurde Below Sekondeleutnant im Regiment des Königs. 1719 folgt seine Beförderung zum Premierleutnant sowie 1723 zum Stabskapitän. Weitere drei Jahre später war er Kapitän und Kompaniechef beim Regiment „von Bardeleben“ Nr. 29. 1741 stieg er zum Oberstleutnant, 1745 zum Oberst und schließlich 1749 zum Generalmajor auf. Gleichzeitig ernannte ihn der König zum Chef des Infanterieregiments „Holstein-Beck“ Nr. 11.
Below nahm am Siebenjährigen Krieg teil und zeichnete sich in der Schlacht bei Groß-Jägersdorf aus, wo er auch verwundet wurde. Ein letztes Mal konnte er sein Geschick in der Schlacht von Zorndorf unter Beweis stellen. Er dimittierte am 13. August 1758 als Generalleutnant und verstarb wenig später.